# Crocus hermoneus
Crocus hermoneus là một loài thực vật có hoa trong họ Diên vĩ. Loài này được Kotschy ex Maw miêu tả khoa học đầu tiên năm 1881.